# 皇家特許狀
皇家特許狀（英語：Royal Charter），又譯英廷敕書、皇室制書、皇家憲章，是一種由英國君主簽發的正式文書，類似於英王制誥，專門用於向個人或者法人團體授予特定的權利或者權力，不少英國城市（部份連同都會特許狀）、公司、大學等重要機構都是透過頒發皇家特許狀而設立。不同於令狀（Warrant）及任命狀（Appointment），皇家特許狀一般永久有效。
皇家特許狀通常由專業技師在羊皮紙上以西洋書法精製而成。截止2012年，歷代英國君主已累積頒發超過980份皇家特許狀；其中750份仍然有效，而最早的一份可上溯至1066年，是一份向泰恩賦予市鎮地位的文書，這份文書也使泰恩成為蘇格蘭歷史最悠久的皇家自治鎮；繼泰恩的皇家特許狀以後，第二古老的皇家特許狀則是在1231年頒授予劍橋大學的一份。近年英國君主仍保留頒授皇家特許狀的傳統，例子有在2011年4月7日授予特許體育及體力活動管理學會的一份。
歐洲早自中世紀便已經有頒發特許狀的習慣，用以向一些地方賦予城市地位，從而讓這些地方取得一些認可的法律權利和特權。歷史上，簽發皇家特許狀是成立法人團體的主要途徑，但現代社會則主要透過其他方法（如透過商業登記成立有限公司）來組織這些機構。
歷史上一些透過頒發皇家特許狀而成立的著名特许公司包括英屬東印度公司（1600年）、哈德遜灣公司、大英輪船公司、英屬南非公司、北美部份前英國殖民地、倫敦市的一些同業公會、英倫銀行、以至是渣打銀行、英國廣播公司等。